# Antiarine
L'antiarine (anciennement orthographié anthiarine) est un glycoside cardiotonique présent naturellement dans le latex (ou l'antiar) de l'Antiaris toxicaria, qui était utilisé par certaines tribus, notamment sur l'île de Java, pour empoisonner les flèches des arcs ou fléchettes des sarbacanes. Ce principe actif toxique a été extrait pour la première fois en 1838 par Gerardus Johannes Mulder. Il existe sous deux formes : l'α-antiarine et le β-antiarine.

## Sources
- Charles Adolphe Wurtz, Charles Friedel et Camille Chabrié, Dictionnaire de chimie pure et appliquée comprenant: la chimie organique et inorganique, la chimie appliquée à l'industrie, à l'agriculture et aux arts, la chimie analytique, la chimie physique et la minéralogie, vol. 1, Hachette cie, 1868, p. 342